# Distretto di Šumen
Il distretto di Šumen (in bulgaro Област Шумен?) è uno dei 28 distretti della Bulgaria.

## Comuni
Il distretto è diviso in 10 comuni:
| Comune         | Bulgaro        | Pop.    |
| -------------- | -------------- | ------- |
| Hitrino        | Хитрино        | 12.475  |
| Kaolinovo      | Каолиново      | 3.072   |
| Kaspičan       | Каспичан       | 9.337   |
| Nikola Kozlevo | Никола Козлево | 8.720   |
| Novi Pazar     | Нови Пазар     | 23.284  |
| Smjadovo       | Смядово        | 7.612   |
| Šumen          | Шумен          | 116.804 |
| Vărbica        | Върбица        | 14.566  |
| Veliki Preslav | Велики Преслав | 16.247  |
| Venec          | Венец          | 13.306  |